# Hydrelia fasciata
Hydrelia fasciata là một loài bướm đêm trong họ Geometridae.